# Tremonton
Tremonton város az USA Utah államában, Box Elder megyében. Lakosainak száma 9894 fő (2020. április 1.).

## Népesség
A település népességének változása:

| 2010 | 7 647 |
| 2020 | 9 894 |